# 卡尔库鲁斯教授
卡尔库鲁斯教授（Professor Calculus，意为微积分），法语原名图纳思教授或向日葵教授（Professor Tunasol），比利时漫画家埃尔热所创作的《丁丁历险记》的主要人物之一，是一位精通各门科学的科学家和总有新奇发明的发明家。他平时不苟言笑，甚至有些心不在焉，说到科学道理和发明则滔滔不绝，他的耳背给《丁丁历险记》带来了很多喜剧效果。

## 科学研究与发明
卡尔库鲁斯是位精通物理、化学、材料科学，乃至历史和古文字学的科学家，同时也是位卓越的发明家。他发明的许多东西都超前于当时的科学进展。在《红色拉克姆的宝藏》中，他首次登场，向丁丁推荐自己发明的监测鲨鱼的装置，而他的洗衣机和折叠床等发明则害苦了阿道克船长和杜邦兄弟。尽管大家对他的发明不感兴趣，他还是偷偷带着装置上了船。事实上他发明的鲨鱼形状潜水艇在探险中起了很大作用。他还成功破解了打捞上的箱子里发现的文件，并以政府给自己的奖金帮船长赎回了他的祖产—马林斯派克宮。
在《黑金之国》中，教授本人没有出场，但对丁丁他们拿到的14号药进行了分析，证明了微量的该药物就可以使汽油发生爆炸，并发明了中和这种药物的物质，还给吃了这种药物导致毛发不断生长的杜邦兄弟配制了解药，为了研究这种药物，他用马林斯派克宮进行了爆炸试验（導致其被炸的千瘡百孔），让船长非常愤怒而又无奈。由于教授的危险实验总遭到船长的反对和愤怒，他在《卡尔库鲁斯案件》中小心躲避着丁丁和船长进行实验，发明了超声武器，能在一定距离内摧毁玻璃等物体，也因此被它国间谍机关绑架。具有正义感的他坚决不交出图纸，不让任何以战争为目的的人得到它，并在脱险之后立即用船長的煙斗销毁了印有图纸的微型膠卷。
在早于人类首次登月19年出版的《奔向月球》中，卡尔库鲁斯教授和众多科学家和工程师（包括总指挥巴克斯特先生和助理弗兰克·沃尔夫）合作，来实行月球火箭计划。他充分表现出了他的合作能力和领导力，发明了核动力火箭和一种名叫卡立龙的不会熔化的耐高温材料。火箭第一次飞行时，为了避免火箭被其他国家操纵，他亲手引爆了自己设计的火箭。在随后的《月球探险》中，卡尔库鲁斯教授展现了他深厚的科学功力，为船长等人解释了火箭的转向原理和自己设计的避开陨石的雷达系统。在雷达系统引导火箭成功避开陨石后，发生了这样的对话

- 卡尔库鲁斯教授：危险终于过去了，总算松了一口气，不瞒你们说，我早吓得魂不附体了。（一面说一面擦汗）
- 阿道克船长：我们真会被撞的粉身碎骨吗？
- 卡尔库鲁斯教授：不仅如此，比这还要严重！那证明我的理论行不通，需要从头再来，重新计算！
- 阿道克船长掩面无语

卡尔库鲁斯教授还研制出过彩色电视（尽管放映什么图像都是变形的或者重影）和用于快速行进的电动滚轴鞋。《丁丁与流浪汉》中，他则将自己发明的助人戒酒的药物混入了阿尔卡扎将军游击队的饮食和酒中，帮助他们恢复了斗志。

## 特点与癖好

### 外貌与脾气
卡尔库鲁斯教授秃顶，小胡子，戴一顶小圆帽，显得拘谨老派，不苟言笑，对生活中的事情心不在焉，曾穿着浴袍在浴缸中认真读书，但一谈到科学原理和自己的发明就兴奋地滔滔不绝。他对女性十分绅士，在《绿宝石失窃案》中，他将自己培育的白色新品种玫瑰用女高音歌唱家卡丝塔菲尔的名字命名，随后他在接受记者采访中因为耳背和打岔，错误发布了船长和卡斯塔菲尔订婚的消息，之后他真诚的庆祝了阿道克船长和卡丝塔菲尔的订婚。多年之后，卡尔库鲁斯教授对塔皮奥卡将军囚禁卡丝塔菲尔十分不满，一下飞机就对来迎接的人宣布不和亵渎人权的人握手。
教授显得有些文弱，尽管他自己宣称曾是法式踢打术高手，但一般脾气温和，只有被人说成“胡作非为”时，就会非常的愤怒。最典型的例子是在《奔向月球》中，他愤怒地带着说了这么一句的船长参观了整个登月基地，用事实证明他们所做的事情不是胡作非为。路上曾遇到人阻挡，一向文弱的卡尔库鲁斯大发脾气地把对方挂在了衣服挂钩上。后来他不慎摔下扶梯失忆。船长使出浑身解数想唤起他的记忆也无效，最后还是一句“胡作非为”让教授恢复了正常。另一个例子是在《714航班》中，他因为航空公司经理如此说他而和对方大打出手。

### 寻水术
卡尔库鲁斯教授在一方面擅于科学研究与发明，一方面热衷于被认为是迷信行为，没有科学依据的寻水术。寻水术认为，地下埋藏的地下水和宝藏会发射某些射线，这种射线可以被诸如榛树枝之类的物体探测到，引起它们的颤动。卡尔库鲁斯教授使用的是一个金属探测锤，他曾用这个探测锤独自找到了红色拉克姆的藏宝地点—马林斯派克大厅的地下室。《七个水晶球》中，他用探测锤来寻找莫洛温王朝的坟墓，最后用其发现了印加王木乃伊的手镯，随即被人绑架，引发了《太阳神的囚徒》的情节。《714航班》里在和外星人联络的地点附近，教授的探测锤也动得格外厉害。教授相信寻水术的性格可能源于埃尔热自己是相信寻水术的，曾有朋友用寻水术帮他找到了结婚戒指。

### 耳背
卡尔库鲁斯教授有严重的耳背，他总是在和朋友们打岔。首次登场就把船长的大吼：“你的名字！”听成了“丁丁不在”要转身走人，不过随后阿道克船长也用教授的耳聋对付了无聊的记者。在《奔向月球》中为了登月需要，用了一个小喇叭作助听器（因为他说真正的助听器是聋子用的，他只是一只耳朵有些听力障碍），但随后因助听器和船长烟斗搞混，险些引起火灾。登月计划开始后，他还是使用了一个助听器，少见地不再和朋友们打岔了。在《丁丁與叢林戰士》中，他因為耳背，認為丁丁和阿道克船長正在討論他的妹妹，後來才想起來自己沒有妹妹（港版就改為把教授聽錯成教唆）。

## 人物原型

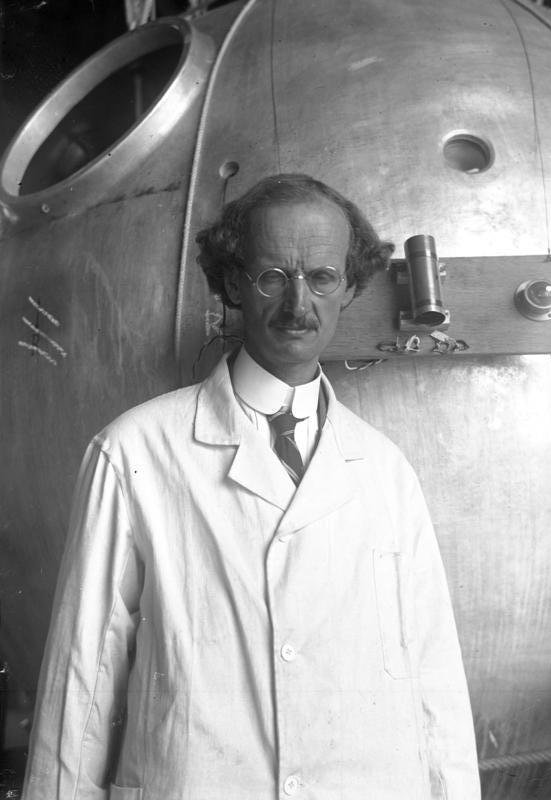
1932年的奥古斯特·皮卡德

卡尔库鲁斯教授这个人物的原型之一是发明家奥古斯特·皮卡德，这位瑞士物理学教授曾在布鲁塞尔讲授一门课程，埃尔热借机捕捉到了他在街头的样子。埃尔热曾在一次和努马·萨多尔的访谈中提到过，卡尔库鲁斯是缩小版的皮卡德，因为真实的皮卡德很高。如果按照真实的皮卡德去画的话，要扩大漫画画面才装的下在《绿宝石失窃案》中，卡丝塔菲尔曾说卡尔库鲁斯教授以他的气球升空实验闻名，这也是在和皮卡德开玩笑，因为皮卡德曾坐气球上升到很高的高度。

## 与卡尔库鲁斯教授类似的人物
卡尔库鲁斯教授登场之前，埃尔热还创作了其他一些有趣的科学家或学者的形象。
- 《法老的雪茄》里的萨克法古斯博士，他在发疯之前，有着心不在焉的毛病。
- 《破耳朵的故事》里有个心不在焉的教授，造型有些类似卡尔库鲁斯。他穿了清扫妇的外套，把拐杖错当了雨伞举着在雨中行走。因为没带眼镜，而把说话的鹦鹉认成了人。在1935年的初版本中，他的名字叫做“欧几里德”教授。
- 《奥托卡王的权杖》中的海克特·阿朗毕克教授，喜欢纹章学的教授，喜欢到处扔雪茄蒂。
- 《奇怪的星星》里的天文台台长伊波利特·卡利斯，台长看到助手计算出流星导致世界末日的时间十分高兴，因为自己可以出名了。而另一位曾和卡利斯一起工作过的天文学家菲利普鲁斯则称自己为先知，披着被单号召大家赎罪。

而卡尔库鲁斯登场后所出现的教授或学者，多不具有心不在焉的性质。比如《向月球飞去》和《月球探险》里的科研团队。《七个水晶球》里的几位考古学者，特别是卡尔库鲁斯的老同学，伊波利特·贝尔加莫特教授是个很乐观开朗的教授。

## 其他媒体形式
- 卡尔库鲁斯教授的法语原名“Tournesol”的本意是向日葵，所以在1970-1980年代，他在Fruit d'or products公司为了宣传烹调用油和蛋黄酱而制作的一系列商业动画短片里出现。
- 在斯皮尔伯格执导的电影《丁丁历险记》中，原著中出现的卡尔库鲁斯教授没有登场。他将会在《丁丁历险记》的续集中出场[8]。